# Nyctemera apicalis
Nyctemera apicalis là một loài bướm đêm thuộc phân họ Arctiinae, họ Erebidae.